# El Salvador ved OL
El Salvador deltog første gang i olympiske lege under sommer-OL 1968 i Mexico by. Nationen boykottede sommer-OL 1976 i Montréal og sommer-OL 1980 i Moskva, men har ellers deltaget i samtlige sommerlege siden 1968. El Salvador har aldrig deltaget i vinterlege og har aldrig vundet nogen olympiske medaljer.

## Medaljeoversigt
| El Salvadors medaljer under de olympiske sommerlege | El Salvadors medaljer under de olympiske sommerlege | El Salvadors medaljer under de olympiske sommerlege | El Salvadors medaljer under de olympiske sommerlege | El Salvadors medaljer under de olympiske sommerlege | El Salvadors medaljer under de olympiske sommerlege |
| --------------------------------------------------- | --------------------------------------------------- | --------------------------------------------------- | --------------------------------------------------- | --------------------------------------------------- | --------------------------------------------------- |
| Lege                                                | Guld                                                | Sølv                                                | Bronze                                              | Totalt                                              | Rang                                                |
| 1968 Mexico by                                      | 0                                                   | 0                                                   | 0                                                   | 0                                                   | –                                                   |
| 1972 München                                        | 0                                                   | 0                                                   | 0                                                   | 0                                                   | –                                                   |
| 1976 Montréal                                       | Deltog ikke                                         | Deltog ikke                                         | Deltog ikke                                         | Deltog ikke                                         | Deltog ikke                                         |
| 1980 Moskva                                         | Deltog ikke                                         | Deltog ikke                                         | Deltog ikke                                         | Deltog ikke                                         | Deltog ikke                                         |
| 1984 Los Angeles                                    | 0                                                   | 0                                                   | 0                                                   | 0                                                   | –                                                   |
| 1988 Seoul                                          | 0                                                   | 0                                                   | 0                                                   | 0                                                   | –                                                   |
| 1992 Barcelona                                      | 0                                                   | 0                                                   | 0                                                   | 0                                                   | –                                                   |
| 1996 Atlanta                                        | 0                                                   | 0                                                   | 0                                                   | 0                                                   | –                                                   |
| 2000 Sydney                                         | 0                                                   | 0                                                   | 0                                                   | 0                                                   | –                                                   |
| 2004 Athen                                          | 0                                                   | 0                                                   | 0                                                   | 0                                                   | –                                                   |
| 2008 Beijing                                        | 0                                                   | 0                                                   | 0                                                   | 0                                                   | –                                                   |
| 2012 London                                         | 0                                                   | 0                                                   | 0                                                   | 0                                                   | –                                                   |
| 2016 Rio de Janeiro                                 | 0                                                   | 0                                                   | 0                                                   | 0                                                   | –                                                   |
| 2020 Tokyo                                          |                                                     |                                                     |                                                     |                                                     | –                                                   |
| Totalt                                              | 0                                                   | 0                                                   | 0                                                   | 0                                                   |                                                     |